# Josef František Hunke
Josef František Hunke (auch Josif Karlowitsch Gunke; * 9. Februar 1802 in Josefstadt; † 5. Dezember 1883 in Sankt Petersburg) war ein böhmischer Komponist.
Hunke studierte in Wien und war von 1834 bis 1864 Violinist und Organist des Kaiserlichen Theaters in St. Petersburg. Danach war er Lehrer der Hofsängergesellschaft und ab 1872 Bibliothekar des Konservatoriums.
Er komponierte eine Messe, ein Requiem, ein Oratorium (Die Sintflut), kammermusikalische Werke und Lieder.